# 利比里亚伊斯兰教
伊斯兰教是利比里亚第二多人口所信奉的宗教，仅次于基督教。利比里亚穆斯林人口是20%全利比里亚人口，他们是逊尼派马立克派。